# NGC 7311
NGC 7311 (również PGC 69172 lub UGC 12080) – galaktyka spiralna (Sab), znajdująca się w gwiazdozbiorze Pegaza. Odkrył ją William Herschel 30 sierpnia 1785 roku. Jest to galaktyka z aktywnym jądrem typu LINER.
W galaktyce tej zaobserwowano supernową SN 2005kc.